# Muhammed i Bibeln
Muslimer anser att den islamiske profeten Muhammeds namn och egenskaper har nämnts i böcker före islams tillkomst.
Det finns en debatt mellan Imam Reza och olika lärda tillhörande andra religioner som nämnts i Sheikh Saduqs bok 'Uyun al-Ridha och Allamah Majlisis bok Bihar al-Anwar. I en av dessa debatter talade imamen med både en kristen och judisk lärd. Imamen refererade bland annat till det innehåll som finns i Johannesevangeliet om "hjälparen", och om det som står i 5 Mos 33:2 om berget Paran.

## Bibelverser som påstås vara profetior om Muhammed

### Femte Moseboken 18:18
Jag skall låta en profet lik dig träda fram ur deras bröders led. Jag skall lägga mina ord i hans mun, och han skall förkunna för dem allt vad jag befaller honom. Men om någon inte lyssnar till mina ord, de ord han talar i mitt namn, skall jag utkräva vedergällning av den mannen. Och den profet som är så förmäten att han i mitt namn förkunnar något som jag inte har befallt honom att säga, eller som talar i andra gudars namn, den profeten skall dö.”

— 5 Mos 18:18-20 (Bibeln 2000)
Femte Moseboken 18:18 har ofta ansetts vara en profetia om Muhammed bland muslimska lärda. Muslimer menar att "en profet lik dig" inte hänvisar till Jesus, snarare till Muhammed eftersom Muhammed liknade Mose mer än Jesus. De menar att Jesus föddes mirakulöst, hade bara en mor och ingen far, Jesus avvisades av sitt samtida folk och kom inte med nya lagar olikt Mose. Muhammed föddes naturligt likt Mose, hade två föräldrar, accepterades av sitt samtida folk, hade världslig auktoritet, presenterade nya lagar, gifte sig, fick barn och migrerade (se Hijra och Uttåget ur Egypten) likt Mose. Mose anses ha delat på havet och Muhammed anses ha delat på månen. Mose hade Aron som broder och ställföreträdare, Muhammed hade Ali ibn Abi Talib som broder och ställföreträdare (se även Positionshadithen). Shiamuslimer menar att likt Moses folk vände ryggen mot Aron då de började dyrka en guldkalv vände muslimerna ryggen mot Ali efter Muhammeds bortgång. Förutom att de nekade honom som Muhammeds första efterträdare gjorde vissa stora personligheter uppror mot Ali såsom Muhammeds änka Aisha i Kamelslaget.
Al-Samawal al-Maghribi, en medeltida judisk matematiker som konverterade till islam, hänvisade till 5 Mos 18:18 i sin bok Confutation of the Jews som en profetia som uppfylldes av Muhammed. Samawal argumenterade i sin bok att eftersom Esaus ättlingar beskrivs i 5 Mos 2:4-6 och 4 Mos 20:14 som Israels ättlingars bröder kan Ismaels ättlingar även beskrivas på samma sätt.

### Femte Moseboken 33:2
Herren kommer från Sinai, från Seir går han upp över sitt folk, från berget Paran träder han fram i glans. Han närmar sig från Kadeshöknen, han går längs Moabs branter. — 5 Mos 33:2 (Bibeln 2000)
Enligt en återberättelse refererade Imam Reza ljuset från Sinaiberget till Guds uppenbarelse som uppenbarades för Mose vid Sinaiberget, och skenet från Seirberget till uppenbarelsen vid ett berg som Gud skickade uppenbarelse till Jesus, Marias son, vid, och uppenbarelsen vid Paranberget till uppenbarelsen till Muhammed vid ett berg i Mecka.

### Johannesevangeliet 1:19
Och detta var Johannes vittnesbörd när judarna i Jerusalem sände präster och leviter för att fråga honom: ”Vem är du?” Han bekände och förnekade inte, han bekände: ”Jag är inte Messias.” De frågade: ”Vad är du då? Är du Elia?” Han svarade: ”Nej, det är jag inte.” – ”Är du Profeten?” – ”Nej”, svarade han. — Joh 1:19-21 (Bibeln 2000)
Muslimer anser dessa verser visar på att precis innan Jesus ankomst väntade judarna på Kristus (Jesus), Elia och Profeten (med stort p). Detta kan tolkas som att Profetens riktiga namn inte uttalades av respekt och att det räckte med att säga Profeten för att folk skulle veta vem det var. Shiamuslimer anser att Elia syftar på Ali ibn Abi Talib, dock att han är imam och inte profet.

### Johannesevangeliet 14:15
Om ni älskar mig kommer ni att hålla mina bud. Jag skall be Fadern, och han skall ge er en annan hjälpare, som skall vara hos er för alltid: sanningens ande.

— Joh 14:15-17 (Bibeln 2000)
Kristna argumenterar att hjälparen/parakleten är Den Helige Ande medan muslimer argumenterar att hjälparen är den islamiske profeten Muhammed. Ordet hjälparen är παράκλητος (parakletos) på grekiska, som dock inte är det språket Jesus talade, då hans folk talade arameiska eller hebreiska. Sheikh Mansour Leghaei menar att den grekiska termen parakletos egentligen är en förvrängning av periklytos eller paraklytos. Båda orden betyder prisad eller hyllad, som enligt han syftar på Muhammeds namn och karaktär. I Joh 16:14 står det att hjälparen ska förhärliga Jesus. I Koranen står det att Gud förstärkte Jesus med den Heliga Anden, att Jesus talade till folket i vaggan och när han var mogen, skapade en fågel av lera med Guds tillåtelse, helade de blinda och folk drabbade av spetälska med Guds tillåtelse och gav liv till döda med Guds tillåtelse. Det står även att Jesus Kristus var Guds sändebud, ord och en ande från Honom. Men Koranen är tydlig med att säga att Gud inte har någon son och att Han endast är en.